# 高野町
高野町（こうやちょう）は、和歌山県の北東部にある町。
高野山真言宗の聖地高野山を中心とする町で、貴重な文化財・建造物・名所が数多く存在する。2004年には「紀伊山地の霊場と参詣道」として世界遺産に登録され、日本のみならず世界中から多くの観光客が訪れている。

## 地理
森林セラピー基地に認定されている。
- 山 - 高野三山（転軸山・摩尼山・楊柳山）、陣ヶ峰、弁天岳
- 河川 - 玉川（御殿川・有田川）、不動谷川

### 隣接している自治体
和歌山県
- 橋本市
- 伊都郡 - 九度山町、かつらぎ町

奈良県
- 五條市
- 吉野郡 - 野迫川村

### 人口
| |                                        |  |
| 高野町と全国の年齢別人口分布（2005年） | 高野町の年齢・男女別人口分布（2005年） |  |
| ■紫色 ― 高野町 ■緑色 ― 日本全国 | ■青色 ― 男性 ■赤色 ― 女性              |  |
| 高野町（に相当する地域）の人口の推移 \| 1970年（昭和45年） \| 7,604人 \| \| \| 1975年（昭和50年） \| 7,521人 \| \| \| 1980年（昭和55年） \| 7,236人 \| \| \| 1985年（昭和60年） \| 7,054人 \| \| \| 1990年（平成2年） \| 6,611人 \| \| \| 1995年（平成7年） \| 6,386人 \| \| \| 2000年（平成12年） \| 5,355人 \| \| \| 2005年（平成17年） \| 4,632人 \| \| \| 2010年（平成22年） \| 3,975人 \| \| \| 2015年（平成27年） \| 3,352人 \| \| \| 2020年（令和2年） \| 2,970人 \| \| |                                        |  |
| 総務省統計局 国勢調査より |                                        |  |
| 1970年（昭和45年） | 7,604人                                |  |
| 1975年（昭和50年） | 7,521人                                |  |
| 1980年（昭和55年） | 7,236人                                |  |
| 1985年（昭和60年） | 7,054人                                |  |
| 1990年（平成2年） | 6,611人                                |  |
| 1995年（平成7年） | 6,386人                                |  |
| 2000年（平成12年） | 5,355人                                |  |
| 2005年（平成17年） | 4,632人                                |  |
| 2010年（平成22年） | 3,975人                                |  |
| 2015年（平成27年） | 3,352人                                |  |
| 2020年（令和2年） | 2,970人                                |  |

## 歴史
- 816年 - 高野山が嵯峨天皇より空海に下賜。
- 1581年 - 織田信長が高野攻めを開始。
- 1582年 - 本能寺の変で織田信長が横死したため、高野攻めが中止。
- 1585年 - 豊臣秀吉が紀州征伐を開始したが、木食応其の和議交渉により難を逃れる。
- 1889年（明治22年）4月1日 - 町村制の施行により、相之浦村・大滝村・高野山寺内・細川村・西郷村・西ヶ峯村・林村・南村・柏原村・東又村・平原村・杖ヶ藪村・花坂村・湯川村の区域をもって高野村が発足。
- 1921年 （大正10年）- 毎日新聞社と金剛峰寺が主催する高野山夏期大学開催。
- 1928年（昭和3年）11月1日 - 高野村が町制施行して高野町となる。
- 1949年（昭和24年） - 「高野町の歌」（作詞：佐藤春夫、作曲：信時潔）を制定。
- 1958年（昭和33年）6月1日 - 富貴村を編入。
- 1996年（平成8年） - 第1回高野山旗西日本学童軟式野球大会を開催。
- 2004年（平成16年）7月7日 - 「紀伊山地の霊場と参詣道」としてユネスコの世界遺産に登録。
- 2008年（平成20年）1月1日 - 景観行政団体となる。
- 2009年（平成21年）10月26日 - イタリアアッシジ市と日伊世界遺産都市の文化・観光相互促進協定を締結
- 2015年（平成27年）4月1日～5月20日 - 高野山開創1200年記念大法会
- 2015年（平成27年）9月19日ネパール国ルンビニと高野町との世界遺産都市の文化・観光・相互協定を締結
- 2016年（平成28年）10月24日高野参詣道（町石道、三谷坂、京大坂道不動坂、黒河道、女人道）が世界遺産追加登録

## 行政

### 歴代町長
- 西田安松（1928年 - 1933年）
- 玉置政次郎（1933年 - 1937年）
- 藤本真光（1937年 - 1939年）
- 井上栄吉（1939年 - 1943年）
- 楠公雄（1943年 - 1944年）
- 水木定市（1944年 - 1947年）
- 後藤義応（1947年 - 1950年）
- 森谷勲（1950年 - 1954年）
- 松本英太郎（1954年 - 1956年）
- 出水重一（1956年 - 1964年）
- 徳富義孝（1964年 - 1984年）
- 西田正弘（1984年 ‐ 2004年）
- 後藤太栄（2005年 - 2010年）
- 木瀬武治（2010年 - 2014年）
- 平野嘉也（2014年 - ）

## 議会

### 高野町議会
- 定数 - 10人[1][注釈 1]
- 任期 - 2019年4月30日～2023年4月29日

(そのうち1人が女性で、議員の10％が女性。)

#### 会派構成
（2020年3月1日現在）
| 会派名 | 議員数 |
| ------ | ------ |
| 無所属 | １0    |

## 経済

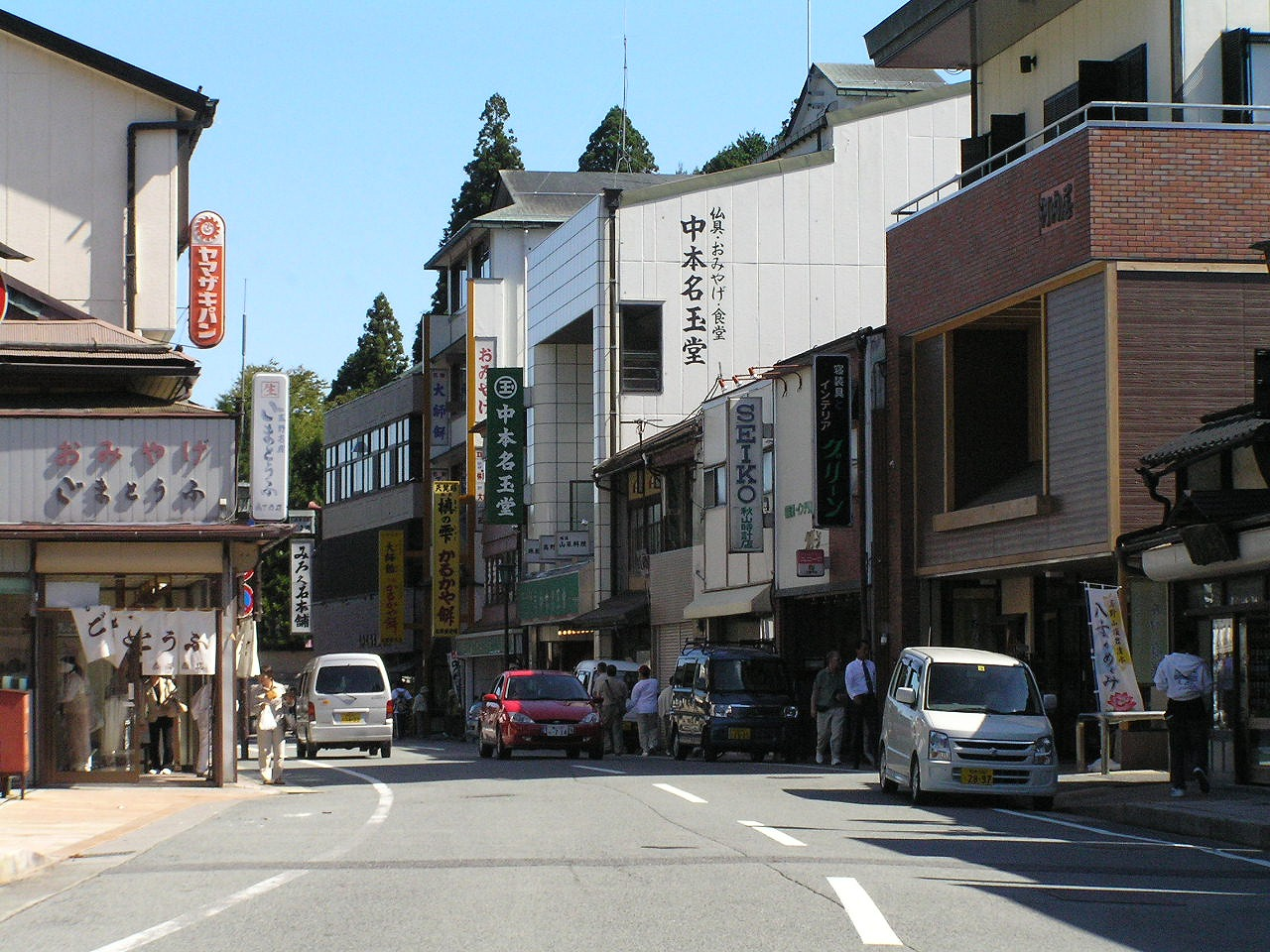
高野山の中心街

### 産業
- 観光業
  - 寺院が多数存在するため、僧侶等仏教に関する職に携わる人が多いほか、宿坊、土産物店、仏具店など関連観光産業従事者も多い。
- 農業
  - 高野山の裏街道にあたり、裏高野とも呼ばれる山間部の集落地域である富貴・筒香（つつが）地区は古くは松茸の産地として知られ、大いに潤った。また、1960年後半ぐらいより清流を利用したミョウガ栽培が行われており、町の主要農産品となっているが、過疎、高齢化などの問題を抱えており、農業体験プログラムや自然体験ツアーなどで労働力不足を補っている。

### 金融機関
- 紀陽銀行　高野山支店（高野山）
- 南都銀行　高野山支店（高野山）
- JA紀北かわかみ 高野支店（高野山）

### 日本郵政グループ
- 高野郵便局（集配局）（高野山） - ゆうちょ銀行ATMのホリデーサービス実施局（2011年4月現在）
- 富貴（ふき）郵便局（集配局）（西富貴）

※高野町内の郵便番号は以下の通り。
- 「648-02xx」＝以下を除く各区域（および伊都郡かつらぎ町（花園久木・花園中南））。高野郵便局の管轄。
- 「648-04xx」＝西富貴、東富貴、上筒香（かみつつが）、中筒香（なかつつが）、下筒香（しもつつが）。富貴郵便局の管轄。
- 「648-0171」＝西郷(にしごう)。九度山郵便局と高野郵便局の管轄。

## 姉妹都市・提携都市

### 国内
提携都市
- 善通寺市（香川県）
1990年（平成2年）7月27日 歴史友好都市提携。

### 国外
提携都市
- アッシジ（イタリア）　2009年（平成21年）10月26日　日伊世界遺産都市の文化・観光相互促進協定
- ルンビニ（ネパール）　2015年（平成27年）9月19日　ネパール国ルンビニと高野町との世界遺産都市の文化・観光・相互協定

その他
- 全国門前町サミット - 全国の神社仏閣を中心に発展してきた門前町を有する自治体・観光協会・商業関係者などが集まり地域活性、街作り推進のため開催する会議。

## 教育機関

### 大学

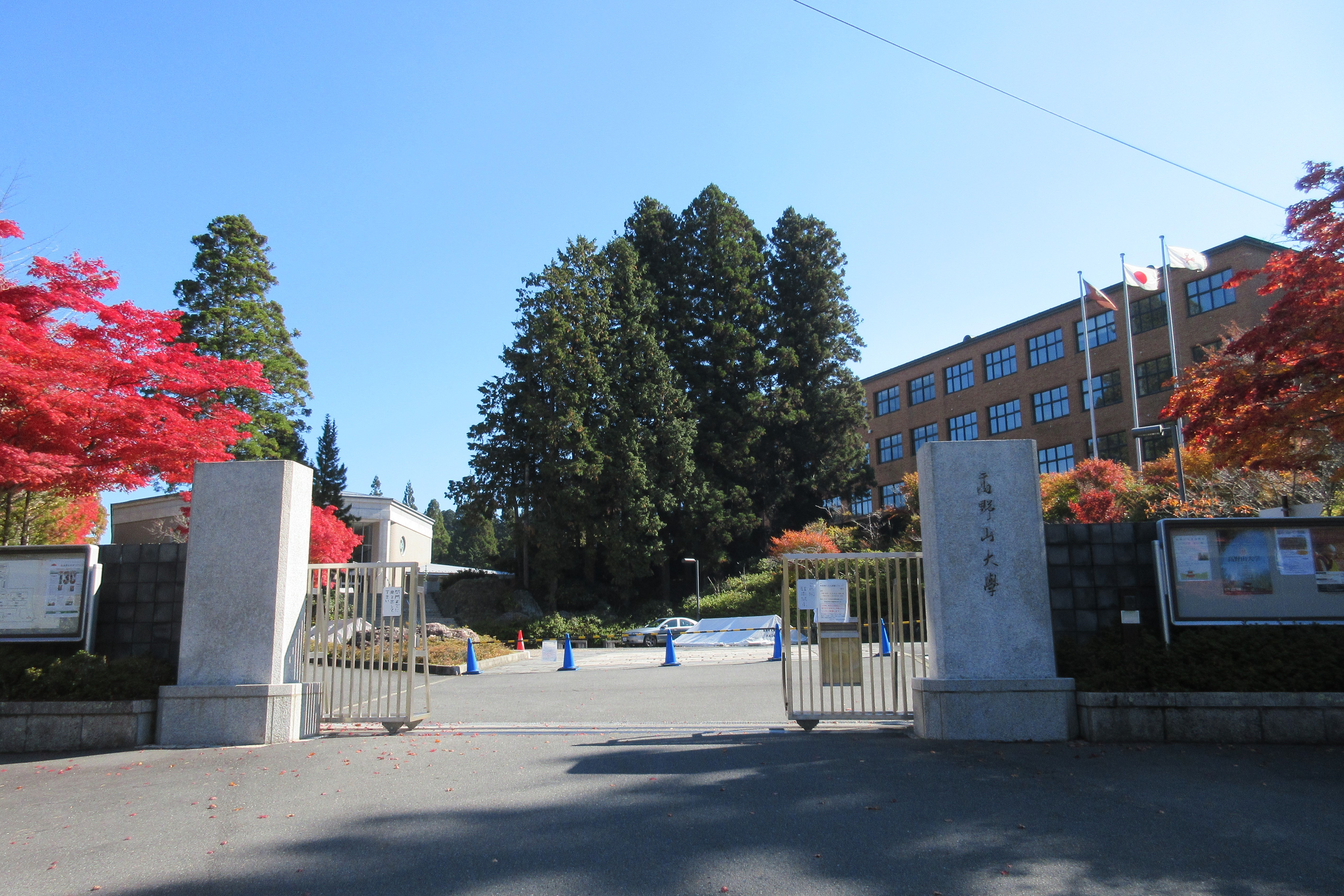
高野山大学

- 高野山大学

### 高等学校
- 高野山高等学校

### 中学校
- 高野町立高野山中学校
- 高野町立富貴中学校 - 現在休校中だが、2026年度に再開する予定である[2]。

### 小学校
- 高野町立高野山小学校
- 高野町立富貴小学校 - 2016年に休校、2020年3月に廃校になるも、人口増により2024年4月に再開[3]。

## 警察
- 橋本警察署高野幹部交番
- 橋本警察署富貴警察官駐在所

## 医療
- 町立高野山総合診療所（旧　高野山病院）－ 総合診療科(内科・小児科・外科)、眼科

## 交通

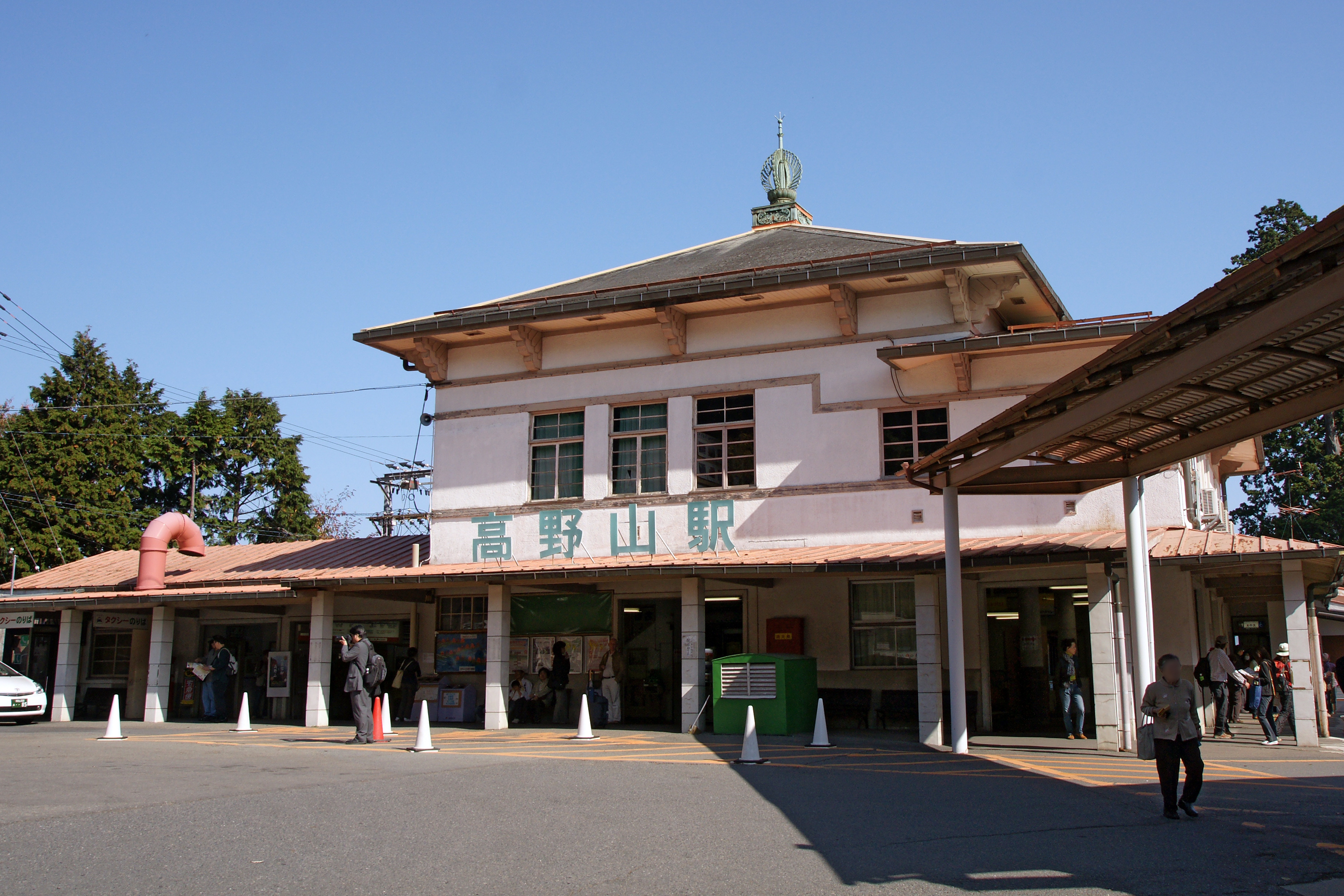
高野山駅

### 鉄道
- 南海電気鉄道
  - 高野線 紀伊細川駅 - 紀伊神谷駅 - 極楽橋駅
  - 鋼索線 極楽橋駅 - 高野山駅

### 路線バス
高野山地区を中心とする路線網と、富貴地区のバスに分けられる。
道路網の分断もあり、富貴地区と高野山地区を直接結ぶ路線は過去においても開設されなかった。一方隣県である奈良県野迫川村との間のバスは、高野山と立里荒神社との繋がりもあり、本数こそ少ないながらも古くからいくつか存在している。

#### 高野山地区
町内のバス路線はほぼ高野山内から周辺地区へと出ている。高野山駅前をターミナルとするのは南海りんかんバスのみで、他のバスは高野山駅まで乗り入れず山内中心部の千手院橋(高野町消防本部前)停留所や山内東部の奥の院前停留所を始終着地点としている。
- 南海りんかんバス
  - 一般路線バス：高野山駅と高野山内を結ぶ路線は南海鋼索線を介して高野線と接続しており、便数が多い。また、高野山内を東西に結ぶ路線もある。清川橋や花坂へ向かう路線もあったが、休廃止されている。
  - 立里線（予約制急行バス)：奈良県野迫川村の立里荒神社へ向かう。また、野迫川村中心部へのアクセスも兼ねる（野迫川村役場までは、後述の野迫川村営バスと同ルートを運行）。
  - 高野龍神線（予約制急行バス、春から秋のみ）：護摩壇山まで向かう。終点の護摩壇山で龍神バスに乗り継ぐことで紀伊田辺駅、本宮大社へのアクセスが可能（相互の接続は概ね考慮されている）。
  - 高野山麓世界遺産アクセスバス（秋の土休日のみ）：2路線のうち1路線が、奥の院と丹生都比売神社（かつらぎ町）を結んでいる。
- 野迫川村営バス
  - 高野山と野迫川村役場を結び、村役場では村西部・南部へのバスに接続する。ルートは南海りんかんバスの立里線急行バスと同じ。
- 大十バス（春から秋の土休日を中心に運行）
  - 高野マリンライナーの名で、登山口停留所を経由し海南駅、和歌山マリーナシティ、和歌山港までを結ぶ。
- 関西空港交通（秋に運行）：関西空港・泉佐野駅と高野山を結ぶ。
- 京都高野山線（春から秋に運行）：京都駅八条口・高速京田辺と高野山を結ぶ。南海りんかんバスと京阪バスとの共同運行。
- 2009年には熊野交通が新宮駅・紀伊勝浦駅からの路線バスを期間限定で開設したことがあった。観光用の車両を使用していた。また、有田鉄道バスの路線(花園～一の橋)は2018年4月1日に廃止された。

#### 富貴地区
- 2011年3月31日まで、奈良交通バスが五条駅と東富貴との間を結んでいた。[4]
- 現在は「夢たまごハイランドタクシー」により代替されており、五条イオン前から橋本市の芋生、JR隅田駅前を経由して富貴地区を通り、その先の筒香地区まで延長して運転されている。芋生で南海りんかんバスと橋本市コミュニティバス、JR隅田駅でJR和歌山線との接続を意識したダイヤになっている。

### 道路
高野山内を中心とする道路網が敷かれているが、山内市街地を過ぎると狭隘区間が多い。山外との出入りは公共交通(鉄道)の他、高野山道路(国道480号線)や高野龍神スカイライン(国道371号線)を主とする。特に前者は幅員1.5車線のエリアも多くの高速バスが通行するため、拡幅工事が行われている。
なお、旧富貴村の地域(富貴地区)と高野山地区との間の道路網は貧弱であり、富貴地区の住民は県道732号線を経由し奈良県五條市に出入りするものが多く、したがって歴史的に奈良県との繋がりが深い。

#### 国道
- 国道370号
- 国道371号
- 国道480号

#### 県道
主要地方道
- 和歌山県道53号高野天川線

一般地方道
- 和歌山県道118号高野橋本線
- 和歌山県道732号阪本五條線(富貴地区)
- 和歌山県道733号川津高野線
- 和歌山県道734号高野辻堂線

#### 町道
- 高野町道大門高野山駅線
- 高野町道花坂2号線

## 観光

### 世界遺産
- ユネスコ世界文化遺産『紀伊山地の霊場と参詣道』
  - 高野山
    - 金剛峯寺
    - 金剛三昧院
    - 徳川家霊台
    - 大門
    - 不動堂

### 観光地
- 高野山森林公園

### 寺院
- 苅萱堂
- 遍照光院
- 蓮華三昧院
- 普門院
- 龍光院
- 持明院
- 三宝院
- 正智院
- 宝寿院
- 蓮花院
- 西禅院

### 神社
- 立里荒神社
- 嶽弁才天

### 文化施設
- 高野山霊宝館
- 高野山会館
- 高野山多目的集会場
- 高野山観光情報センター

### 娯楽
- 高野温泉
- 高野山温泉

### 娯楽（スポーツ施設）
- 高野町民体育館
- 高野町総合レクリエーションセンター
- 高野山屋内ゲートボール場
- 高野町スケートリンク

### その他
- 高野紙　古沢紙とも呼ばれる。高野町と九度山町で古くから作られていた和紙で、高野紙十郷と呼ばれる村でしか生産されていなかったといわれる。高野十郷は、現在の高野町西郷、西細川、東細川の三村と九度山町笠木、上古沢、中古沢、下古沢、椎出、河根、東郷の七村で、南海高野線あるいは不動谷川流域地域にあたる。地域ごとに古沢紙、細川紙、河根紙といった細分呼称もあり、サイズ等に若干の相違も見られる。2014年にユネスコの無形文化遺産に登録された細川紙（小川和紙）の起源といわれる。

## 出身著名人

### 宗教家・僧侶
- 松長有慶 - 高野山真言宗総本山金剛峯寺・第412世座主、高野山真言宗管長

### 漫画家
- 楳図かずお

### タレント
- ケンタエリザベス3世- たけし軍団